# Еріх Гоф
Еріх Гоф (нім. Erich Hof, 3 серпня 1936, Відень — 25 січня 1995) — австрійський футболіст, що грав на позиції нападника, насамперед за «Вінер Шпорт-Клуб», а також національну збірну Австрії.
По завершенні ігрової кар'єри — тренер, відомий роботою з низкою австрійських клубних команд і національною збірною країни.
Старший брат іншого австрійського футболіста Норберта Гофа.

## Клубна кар'єра
У дорослому футболі дебютував 1954 року виступами за команду «Вінер Шпорт-Клуб», кольори якої захищав протягом усієї своєї 15-річної ігрової кар'єри за виключенням нетривалого періоду 1964, коли провів декілька ігор за віденську «Аустрію».
За роки у «Шпорт-Клубі» провів понад 300 ігор у національній першості Австрії. Був головною ударною силою нападу команди, забивши 221 гол у чемпіонатах країни у її складі, тобто маючи середню результативність на рівні 0,73 гола за гру. Двічі, в сезонах 1957/58 і 1958/59, допомагав команді здобувати чемпіонський титул. Також двічі ставав найкращим бомбардиром австрійського чемпіонату — у тому ж сезоні 1958/59 забив 32 голи, а в сезоні 1962/63 відзначився 21 раз.

## Виступи за збірну
1957 року дебютував в офіційних матчах у складі національної збірної Австрії.
Загалом протягом дванадцятирічної кар'єри у національній команді провів у її формі 37 матчів, забивши 28 голів.

## Кар'єра тренера
Завершивши виступи на футбольному полі 1969 року, залишився у «Вінер Шпорт-Клуб», очоливши на один сезон тренерський штаб його команди. Надалі ще двічі, у 1974–1979 і 1985–1986 роках працював з рідною командою, проте особливих успіхів із нею не досяг.
Успішнішою була його робота з іншою віденською командою, «Аустрією». Уперше очолив її 1980 року, у першому ж сезоні привівши її до перемоги у чемпіонаті, а наступного року здобувши національний кубок. Удруге тренував столичну «Аустрію» в сезоні 1989/90, за результатами якого вона знову здобула Кубок Австрії.
Також за тренерську кар'єру встиг попрацювати з «Аустрією» (Зальцбург) у 1971 та з грецьким «Діагорасом» у 1987 році.
Протягом 1982–1984 років був головним тренером національної збірної Австрії. Під його керівництвом австрійці не змогли подолати відбір на Євро-1984, поступившись у своїй відбірковій групі командам ФРН і Північної Ірландії.
Помер 25 січня 1995 року на 59-му році життя від раку легень.

## Титули і досягнення

### Як гравця
- Чемпіон Австрії (2):

«Вінер Шпорт-Клуб»: 1957-1958, 1958-1959

### Як тренера
- Чемпіон Австрії (1):

«Аустрія» (Відень): 1980-1981
- Володар Кубка Австрії (2):

«Аустрія» (Відень): 1981-1982, 1989-1990